# Серебрянка (Перекопський район)
Серебря́нка (до 1948 року — Октябрдо́рф, також Муну́с, крим. Munus) — село Перекопського району Автономної Республіки Крим. Розташоване в центрі району.

## Населення
За даними перепису 2001 року населення села становило 969 осіб, з них 56,86 % зазначили рідною російську мову, 25,8 % — українську, 14,65 % — кримськотатарську, а 2,69 % — іншу.

## Цікавий факт
У селі мешкає Володимир Балух, котрий став відомим через свою проукраїнську позицію та непокору окупації: над дахом його будинку з грудня 2013 року майорів державний прапор України. У серпні 2017 року окупаційна влада Криму приговорила Балуха до трьох років і семи місяців колонії за сфабрикованою справою про незаконне зберігання боєприпасів і вибухових речовин.

## Особистості
- Володимир Балух